# Батурин, Виктор Николаевич
Виктор Николаевич Батурин (род. 2 октября 1956, Москва) — российский бизнесмен, продюсер, старший брат Елены Батуриной.

## Биография
- 1983 — окончил Московский институт управления им. Серго Орджоникидзе по специальности «Организация и управление производством».
- 1983—1989 — работал на руководящих должностях в аэрокосмической промышленности.
- 1989—1991 — участие в бизнес-проектах.
- 1991—1994 — ТОО «Интеко» (Москва), соучредитель и директор строительной фирмы.
- 1994—1998 — ЗАО «Интеко-Пласт», президент.
- 1998—1999 — председатель правительства Республики Калмыкия.
- 1999 — советник президента Калмыкии.
- 1999—2005 — «Интеко», первый вице-президент. В начале 2006 года сестра Виктора Батурина, Елена Батурина, заявила через СМИ, что её брат оставил пост вице-президента компании и утратил право представлять её интересы и делать заявления от её имени. В ответ сам Батурин заявил, что для него выступление сестры стало полной неожиданностью. Из всех многомиллиардных активов «Интеко» Батурину достались лишь 50 % акций «Интеко-агро» и сочинский девелоперский бизнес. Бизнесмен пытался судиться с сестрой, требуя законного оформления увольнения и полагающихся по закону компенсационных выплат, но безрезультатно. Из рассказа одного из пионеров российского кооперативного движения — Евгения Леонидовича Соболева о Викторе Батурине: «При Лене он выполнял скорее функции, близкие к курьерским. Виктор заявляет о каких-то чемоданах денег, которые он вроде как заработал и привез сестре, и с этого, мол, этапа у нее начался заработок. Но он их действительно мог только привезти, то есть помочь донести чемоданы, если они и были, ведь деньги зарабатывала она, решения принимала она, вся ответственность была на ней. Да по-другому и быть не могло. Складывалось впечатление, что у него была то ли привычка, то ли болезнь, симптомы которой похожи на алкоголизм. Сестра старалась спасти его, внушала, объясняла, заставляла лечиться, водила по клиникам. Мне кажется, она его и на работу в кооператив взяла с главной целью — как-то пристроить к делу и вырвать из лап „зеленого змия“… Году этак в 1992—1993-м он под нажимом сестры все-таки перешел на „сухой закон“. Его долго лечили, она и взяла его в партнеры.»[3]
- 2003—2011(?): «Интеко-агро», генеральный директор.
- В апреле 2008 против Виктора Батурина было возбуждено уголовное дело за угрозу убийством. Заявление было подано в полицию бывшей супругой Яной Рудковской после того, как предприниматель, размахивая пистолетом ПМ, грозился ее пристрелить. «Батурин В. Н. …Находясь в офисном помещении № 709 гостиницы „Рэдиссон Славянская“…в ходе ссоры на почве личных неприязненных отношений с гражданкой Рудковской Я. А., угрожал последней убийством и в подтверждение своих угроз приставлял к виску Рудковской Я. А. пистолет марки ПМ», — говорилось в постановлении о возбуждении уголовного дела[4].
- 6 июня 2011 года Пресненский суд Москвы признал Батурина виновным по ч. 4 статьи 159 УК РФ в связи с мошенничеством в особо крупном размере при продаже недвижимости в центре Москвы в 2008 году. Батурин был приговорён к 3 годам лишения свободы условно[5].
- 28 ноября 2011 года вновь задержан российской полицией в рамках дела, возбуждённого по статьям 30, 159 часть 4 УК РФ (покушение на мошенничество в особо крупном размере). Бизнесмен пытался продать два векселя «Интеко-Агро» и «Интеко» предпринимателю из Великобритании за 5,5 миллиарда рублей. Ещё один вексель «Интеко-Агро» на 250 миллионов рублей Батурин предъявил компании «Росагролизинг» в счёт долга за поставку сельхозтехники и покупку племенного скота. Руководство «Росагролизинга» усомнилось в подлинности векселя и обратилось в МВД[6]. Сам Батурин утверждает, что ни в чём не виновен и обвиняет вице-президента «Интеко» Олега Солощанского в том, что тот пытается его оговорить[7]. Тверской районный суд санкционировал арест Батурина на два месяца[8]. Затем суд продлил срок ареста до 28 марта 2012 под предлогом того, что, находясь на свободе, Батурин может скрыться от следствия или оказать давление на ход расследования[2].
- 26 июля 2013 года Гагаринский суд Москвы приговорил Виктора Батурина к семи годам лишения свободы в исправительной колонии общего режима по делу о мошенничестве с векселями компании «Интеко»[9]. 22 января 2016 года Верховным Судом Калмыкии освобождён из колонии досрочно (за 2 года 10 месяцев и 7 дней до окончания срока, неотбытую часть срока суд заменил штрафом).
- После освобождения через подконтрольную ему компанию «Бату» Батурин подал в суд за мошенничество на своего адвоката Саглару Бахникову, которая помогла ему выйти из колонии досрочно. Бахникова утверждает, что уголовное преследование Батурин инициировал, чтобы не возвращать долг за оказанную ею помощь[10]. «Комсомольская правда» написала в материале-расследовании этого дела, что будет «отслеживать историю Саглары Бахниковой и правосудия, творящегося в Калмыкии, чтобы убедиться, что она, как и любой житель нашей страны, смогла реализовать свое конституционное право на справедливый и независимый суд, а проекты Виктора Батурина и действия его команды получили оценку следственных органов с учетом новой информации, изложенной в том числе в этой статье».
- В июле 2021 года стало известно о том, что центральным аппаратом Следственного комитета на Батурина заведено уголовного дела о покушении на мошенничество[11]. Виктор Батурин обвинялся в фальсификации доказательств по гражданскому делу в суде против своей сестры Елены Батуриной, куда предоставил «заведомо подложное приложение» к соглашению с сестрой, дающее ему приоритетное право на выкуп акций «Интеко». А также в покушении на мошенничество, то есть попытке завладеть 25% акций компании сестры, стоимостью 13,8 млрд рублей, при помощи этого же документа в рамках своего банкротного дела. По версии следствия, Виктор Батурин, желая путем обмана похитить имущество сестры, еще в октябре 2011 года обратился в Арбитражный суд Москвы с иском о признании ничтожной сделки купли-продажи 100% ЗАО «Интеко», а также с иском о переводе на себя прав покупателя ценных бумаг компании. Оба иска предприниматель обосновывал приложением к соглашению с сестрой, Еленой Батуриной, согласно которому последняя обязуется не продавать акции компании без согласования с братом, поскольку он обладает преимущественным правом их выкупа, а также обязуется выплатить ему по первому требованию рыночную стоимость 25% акций «Интеко»[12].  Адвокаты Елены Батуриной в Арбитражном суде заявили, что таких пунктов в приложении нет, все обязательства по соглашению перед Виктором были выполнены. Стороны обвинили друг друга в фальсификации, а оба иска Виктора Батурина судом были отклонены[13].  В апреле 2022 года Виктор Батурин признал вину по обвинению в мошенничестве и фальсификации доказательств. В ноябре 2023 года Симоновский суд Москвы приговорил его к шести годам лишения свободы в колонии общего режима[14][15].

## Дружба Виктора Батурина с Олегом Соколовым
Историк Дмитрий Матлин рассказывал о тесных взаимоотношениях Виктора Батурина и Олега Соколова: «…после той истории он перебрался в Москву, где стал консультантом Виктора Батурина. Тогда Соколову удалось подзаработать денег. Он снял квартиру на Кутузовском проспекте, где устраивал костюмированные пирушки. В Москве Соколов покупал на всевозможных аукционах реликвии, связанные исключительно с Наполеоном, — кровати, ночные горшки, волосы. Все вещи относил в музей-панораму „Бородинская битва“. Благодаря своим связям Батурин пытался переформатировать идеологию музея, сделать из него музей Наполеона. Я общался с музейщиками в то время, они были в шоке, что музей-панораму превращают в музей Наполеона. На возмущение сотрудников музея: „У нас Бородинская панорама, зачем нам кровать врага?“ — Соколов отвечал: „Так надо“. Батурин с Соколовым чуть не загубили музей. Арест Батурина остановил этот процесс.»
Краевед Дмитрий Митюшкин говорил следующее о Батурине и Соколове: «Он был связан со скандально известным бизнесменом Виктором Батуриным, отсюда его безнаказанность. Ему все спускалось с рук.»
Коллекционер Александр Вихров рассказывает о дружбе Батурина и Соколова следующее: «Мне казалось, что Олег (Соколов) делает большое дело по реконструкциям, я знал, что он участвовал в создании коллекции Батурина, они были очень близки. Именно по советам Соколова Батурин многие вещи приобретал в свою коллекцию — это факт.»
В интервью, данном в 2018 году одна из жертв избиений Олегом Соколовым подтверждала, что Виктор Батурин был в курсе действий Соколова и даже готов был покрывать их. В статье речь шла о выдвинутом в адрес Соколова обвинении в истязании студентки, которое произошло за несколько лет до этого.: «Я была тогда студенткой, почти ребенком, без связей, без денег, а у него в друзьях Батурин и много еще кто. У меня просто не было сил и возможностей двигать это дело. Вы не можете понять, какой ад я пережила. Врагу такого не пожелать. Мне сегодня больно это вспоминать…»
По данным журналистов в ноябре 2019 года, после резонансного убийства, совершенного Олегом Соколовым ФНС России заблокировала счета фонда Империя Истории, который был зарегистрирован в 2006 году и совместно управлялся Олегом Соколовым и Виктором Батуриным.
Несмотря на неоднократные случаи пьяных дебошей и хулиганских выходок, которыми был известен Олег Соколов до убийства, Виктор Батурин в одном из последних интервью оценил Соколова следующим образом: «Для меня непонятно, что произошло. Нормальный был, как все».

## Семья
- От первого брака дочь Александра Байбородина, живёт в Коломне в Московской области.
- Второй женой была Юлия Салтовец. От этого брака родился сын Андрей. После рождения ребенок остался с Батуриным, опекуном стала Яна Рудковская[22][23].
- C 5 октября 2001 года по 29 апреля 2008 года был женат на Яне Рудковской. Сын Николай (род. 28 июня 2002)[24].
- 27 декабря 2008 года женился на Илоне Образцовой. 1 марта 2009 года родилась дочь Тамара.